# International Society on General Relativity and Gravitation
La International Society on General Relativity and Gravitation (ISGRG) è un istituto di cultura scientifica fondato nel 1971, con l'obiettivo di promuovere la ricerca sulla relatività generale (GR) e sulla gravitazione.
A tal fine, esso incoraggia la comunicazione tra i ricercatori nel campo della relatività, in particolare organizzando conferenze internazionali triennali sulla relatività generale, sponsorizzando il sito web Hyperspace, e pubblicando la rivista General Relativity and Gravitation. La società serve anche come Commissione affiliata (AC.2) dell'International Union of Pure and Applied Physics.
Il presidente della società è sempre un fisico gravitazionale di primo piano. In passato, sono stati presidenti: Christian Møller (1971-1974), Nathan Rosen (1974-1977), Peter Bergmann (1977-1980), Yvonne Choquet-Bruhat (1980-1983), Dennis Sciama (1983-1986), Ezra Ted Newman (1986-1989), George Ellis (1989-1992), Roger Penrose (1992-1995), Jürgen Ehlers (1995-1998), Werner Israel (1998-2001), Robert Wald (2001-04), Clifford Will (2004-07), Abhay Ashtekar (2007-10), e Malcolm AH MacCallum (2010-13). L'attuale presidente è Gary Horowitz.
L'istituto assegna due premi ogni tre anni: il Bergmann-Wheeler Prize , assegnato per un'eccellente tesi di dottorato nell'area della gravità quantistica, e il Jürgen Ehlers Prize  per un'eccellente tesi di dottorato sulla relatività numerica o matematica.
L'istituto assegna inoltre ogni anno lo IUPAP General Relativity and Gravitation Young Scientist Prize.